# Юрин, Владимир Иванович
Влади́мир Ива́нович Ю́рин (18 мая 1947, Москва — 15 марта 2016, Москва) — советский футболист, полузащитник, тренер. Один из рекордсменов московского «Торпедо» по количеству проведённых матчей (304).

## Биография
Воспитанник футбольных школ «Торпедо» и ФШМ (окончил в 1965).
Выступал за «Балтику» Калининград (1967—1969), московское «Торпедо».
В 1975—1980 годах — капитан «Торпедо».
В еврокубках провёл 14 матчей.
Из еженедельника «Футбол-Хоккей» № 50 от 21 ноября 1976 года:

Ещё в бытность тренером «Торпедо» Виктор Александрович Маслов часто говорил: «Последите за Юриным. Он, может быть не так заметен, зато очень и очень полезен». Действительно, полезной игра Владимира Юрина была всегда!

По окончании карьеры игрока — тренер.
Начальник команды «Торпедо» Москва (1981—1982), тренер «Торпедо» Москва (1983, 1986—1989).
Тренер сборной Индонезии (1990—1992). Победитель Игр Юго-Восточной Азии в 1991 году.
В 1993—1994 — главный тренер команды «Лада» Димитровград.
С 1995 по июнь 1999 — главный тренер ФК «Томь». Главный тренер команды «Арсенал» Тула (ноябрь 1999 — март 2000).
Главный тренер команды «Сатурн» Раменское (ноябрь 2000—2001). Главный тренер «Газовик-Газпром» Ижевск (2002).
Главный тренер СК «Торпедо» Москва (2004).
Работал завучем Центра подготовки юных футболистов «Москва» имени Воронина (2007—2010).

## Достижения
- Победитель осеннего чемпионата СССР 1976 года
- Бронзовый призёр чемпионата СССР 1977 года
- Обладатель Кубка СССР 1972 года
- Финалист Кубка СССР 1977 года
- Один раз попал в список «33 лучших» — № 2 (1977)

## Тренерские достижения
- Сборная Индонезии заняла первое место на Играх Юго-Восточной Азии в 1991 году.
- Под руководством Юрина в 1997 году «Томь» стала победителем зонального турнира второй лиги и вышла в первую.